# Cobitis bilseli
A Cobitis bilseli a sugarasúszójú halak (Actinopterygii) osztályának a pontyalakúak (Cypriniformes) rendjébe, ezen belül a csíkfélék (Cobitidae) családjába tartozó faj.

## Előfordulása
A Cobitis bilseli csak a dél-törökországi Beysehiri-tóban található meg. Korábban a nyurga csík (Cobitis elongata) alfajának tekintették.

## Megjelenése
A hal testhossza 25 centiméter.

## Életmódja
Tápláléka algák és a köztük élő fenéklakók, például férgek és rovarok.